# Eusurbus crassilabris
Eusurbus crassilabris är en tvåvingeart som först beskrevs av Macquart 1855.  Eusurbus crassilabris ingår i släktet Eusurbus och familjen svävflugor. Inga underarter finns listade i Catalogue of Life.